# Организација за црноморску економску сарадњу
Организација за црноморску економску сарадњу (енгл. Organization of the Black Sea Economic Cooperation, BSEC) је основана 25. јуна 1992. када су шефови држава једанаест земаља у Истанбулу потписали Декларацију и Босфорски договор. Земље оснивачи су: Азербејџан, Албанија, Бугарска, Грузија, Грчка, Јерменија, Молдавија, Румунија, Русија, Турска и Украјина. Након приступања Србије и Црне Горе априла 2004. године, организација сада броји 12 земаља. Начин функционисања ове заједнице су повремени састанци шефова држава, и влада, и редовни састанци министара иностраних послова једанпут годишње, односно полугодишње. Тела су: стални међународни секретаријат, помоћни органи радне групе и експерти, парламентарна скупштина, пословни савет и Црноморска банка за трговину и развој.
Највећа достигнућа Црноморске економске сарадње су у области саобраћаја, телекомуникација, енергије, животне средине, здравства, трговине, страних инвестиција и међународних односа. Недостаци су непостојање јасне дугорочне стратегије и приоритета, недовољна политичка подршка предложеним пројектима, недовољна ефикасност, недовољна финансијска средства за остварење пројеката, велике разлике међу чланицама, недовољан ниво економске размене, избегавање политичких циљева и безбедносних питања, итд.
Ступањем на снагу Повеље 1. маја 1999. године, BSEC је стекла међународни правни идентитет и трансформисала се у пуноправну регионалну економску организацију: Организацију црноморске економске сарадње. Приступањем Србије (тада Србије и Црне Горе) у априлу 2004. године, број држава чланица Организације се повећао на дванаест. Приступање Северне Македоније 2020. повећало је чланство у организацији на тринаест.
Важан аспект активности BSEC-а је развој SME и предузетништва у земљама чланицама. У вези са овим питањима организована је серија радионица у сарадњи са Фондацијом Конрад Аденауер и ERENET.

## Чланице
| Држава     | Држава     | Приступање |
| ---------- | ---------- | ---------- |
| Азербејџан | Азербејџан | 1992.      |
| Албанија   | Албанија   | 1992.      |
| Бугарска   | Бугарска   | 1992.      |
| Грузија    | Грузија    | 1992.      |
| Грчка      | Грчка      | 1992.      |
| Јерменија  | Јерменија  | 1992.      |
| Молдавија  | Молдавија  | 1992.      |
| Румунија   | Румунија   | 1992.      |
| Русија     | Русија     | 1992.      |
| Србија     | Србија     | 2004.      |
| Турска     | Турска     | 1992.      |
| Украјина   | Украјина   | 1992.      |

Кипар и Црна Гора су поднеле захтев за учлањење али су тренутно одбијене због ривалства између Турске и Грчке. 
Земље посматрачи су:
- Аустрија
- Белорусија
- Египат
- Израел
- Италија
- Немачка
- Пољска
- Сједињене Државе
- Словачка
- Тунис
- Француска
- Хрватска
- Чешка

## Структура
- Састанци самита шефова држава или влада држава чланица редовно се одржавају сваких 5 година;[3]
- Веће министара спољних послова је главни орган за доношење одлука BSEC-а и састаје се два пута годишње;
- Савет министара се састаје како би постигао консензус о конкретним питањима;
- Комитет високих званичника састаје се 4 пута годишње и ради у име министара иностраних послова;
- Помоћни органи које формира Веће министара спољних послова баве се својим мандатом који је одредио Савет, припремају заједничке пројекте и прате реализацију ових пројеката. Радне групе и групе експерата су помоћни органи;
- Председавајући координира све активности BSEC-а, као и контролише правилно вођење активности организације и спровођења Резолуција и одлука Савета. По енглеском абецедном реду, једна од држава чланица председава сваких 6 месеци.[3] Председавање BSEC-ом је обавља Украјина у периоду од 1. јула до 31. децембра 2017. године.[4]

## Повезана тела
Повезана тела BSEC-а обављају своје функције уз поштовање принципа BSEC дефинисаних у Декларацији самита од 25. јуна 1992. и Повељи. Они имају сопствени буџет.

### Парламентарна скупштина Црноморске економске сарадње (PABSEC)
Парламентарна скупштина Црноморске економске сарадње са седиштем у Истанбулу, је међупарламентарна консулттивна институција организације формирана на основу Декларације о оснивању Парламентарне скупштине црноморске економске сарадње 26. фебруара 1993. године од стране 9 држава оснивача. Грчка се придружила PABSEC 1995. године, Бугарска 1997. године, а Србија (бивша Србија и Црна Гора) 2004. године.
Председник PABSEC-а је Арчил Талаквадзе из Грузије, а потпредседник је Ануш Беглојан из Јерменије.
Русија је протерана у децембру 2022. године.

### Пословни савет Организације за црноморску економску сарадњу (BSEC BC)
Пословни савет Организације за црноморску економску сарадњу формиран је 1992. године као међународна, невладина и непрофитна организација ради јачања унапређења пословног окружења у региону Црног мора. Пословни савет представља пословне заједнице држава чланица. Међународни секретаријат пословног савета налази се у Истанбулу.

### Црноморска трговинска и развојна банка (BSTDB)
Црноморска трговинска и развојна банка (BSTDB) је међународна финансијска институција која је формирана 24. јануара 1997. године. Она подржава економски развој и регионалну сарадњу обезбеђујући трговинско и пројектно финансирање, гаранције и капитал за развојне пројекте који подржавају јавна и приватна предузећа у својим земљама чланицама. Циљеви банке укључују промовисање регионалних трговинских веза, међудржавних пројеката, страних директних инвестиција, подржавање активности које доприносе одрживом развоју, са нагласком на стварању радних места у земљама чланицама, обезбеђивање да свака операција буде економски и финансијски здрава и доприноси развоју тржишне оријентације. Организација има одобрени капитал од 1,325 милијарди долара. Седиште банке налази се у Солуну, Грчка.
BSTDB је вођена споразумом о оснивању Црноморске трговинске и развојне банке, уговором регистрованим у Уједињеним нацијама. За разлику од Међународног монетарног фонда и других, BSTDB не наводи услове политике којима се државе дужници могу контролисати. Банка има дугорочни кредитни рејтинг 'А' од Мудијевог сервиса за инвеститоре и 'А3' од Стандард & Пура, обе са стабилним изгледима.

### Међународни центар за црноморске студиј (ICBSS)
Међународни центар за црноморске студије је независни истраживачки центар фокусиран на шири регион Црног мора, који истовремено служи и као повезано тело BSEC-а. Основан је 1998. године.

### Координациони центар BSEC за размену статистичких података и економских информација (BCCESDEI)
Координациони центар BSEC за размену статистичких података и економских информација основан је са циљем прикупљања статистичких и економских информација, обављања секретарских функција, координације добијених података и размене са земљама чланицама.